# 蒂奇韋爾沼澤
蒂奇韋爾沼澤（英語：Titchwell Marsh）自然保護區位於英格蘭北海沿岸，諾福克郡蒂奇韋爾村和索纳姆村之間，佔地171公頃（420英畝）。1973年，英國皇家鳥類保護協會購入蒂奇韋爾沼澤，並在當地設立自然保護區，此後一直由協會擁有和管理。蒂奇韋爾沼澤保護著蘆原、鹽沼、潟湖、海灘以及一小片林地，是北諾福克海岸具特殊科學價值地點、特別保育區以及特別保護區。沼澤同時吸引了大量鳥類棲息覓食，因而被劃為拉姆薩爾濕地。
蒂奇韋爾沼澤是除了是鳥類重要的繁殖場所，更是牠們遷徙時的主要中途站和越冬地。反嘴鷸、文須雀等稀有物種會在區內繁衍，、蠣鴴、水蒲葦鶯、蘆葦鶯、寬尾樹鶯等也會在此棲身。大量鴨子和雁會在區內過冬。另外，在英國屬於高度瀕危的水䶄和國家級稀有的糜夜蛾一直於保護區樓息繁衍。保護區設有遊客中心、三個觀鳥屋、一個海鳥觀察平台、兩條自然小徑。
人類居住在蒂奇韋爾沼澤的歷史源遠流長，在當地出土的文物可追溯到舊石器時代晚期。17世紀末，人們打算排乾蒂奇韋爾沼澤，並作農業用途。第一次世界大戰和第二次世界大戰期間，軍方曾在區內建立靶場和碉堡，又修建防禦工事。現時，區內仍殘留著當時的軍事建築遺址，以及兩輛坦克殘骸。在氣候變化的影響下，保護區的海灘和沙丘逐漸被侵蝕。為了應對危機，協會改善了淡水潟湖周圍的堤岸，又把半鹹水沼澤改變為鹽沼，試圖減緩水土流失。

## 歷史

### 1972年之前

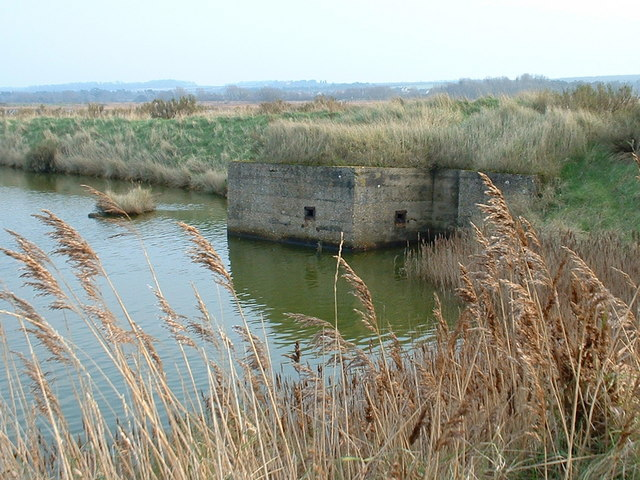
二戰海岸防禦工事遺址

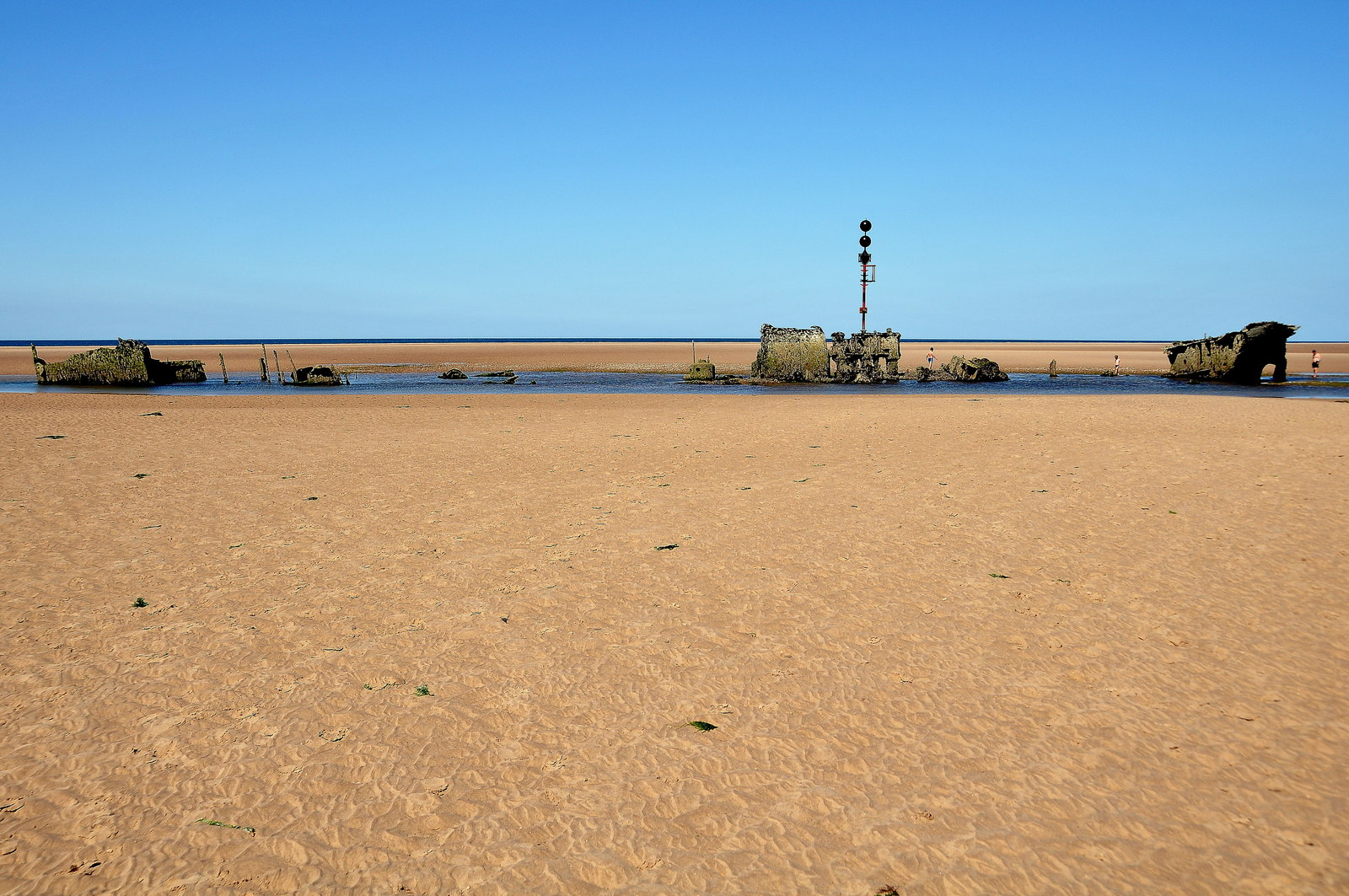
維娜號蒸汽船殘骸

人類出沒於蒂奇韋爾沼澤的歷史十分悠久。在十萬至一萬年前（即最後一次冰期前），智人和尼安德塔人曾生活在諾福克一帶。隨着冰層向北退縮，人類重回舊地。當時諾福克的海岸線比現在更北，加上環境條件影響，導致該段時期的考古證據貧乏，只有一些屬於約兩萬年前的證據保存得較為良好。在中石器時代，冰層退縮令海平面上升，並填滿了現在的北海，這使諾福克的海岸線接近現時的形狀，同時令無數古代遺址沉入海底。但是，退潮時仍然可以找到被淹沒的森林遺跡。距海60至70公里（37至43英里）的蒂奇韋爾海岸曾出土中石器時代早期的燧石工具，其石葉長達15（5.9英寸）。另外，一些屬於舊石器時代晚期至新石器時代的燧石工具也在該區尋獲。到了公元前11,000年，製作石葉之人已離開沼澤一帶，而泥炭沼澤也在此時於近海堰洲島或沙咀後方形成。其中一層泥炭於公元前1920年至1680年之間形成，另一層則形成於公元前1020年至830年之間，表明當時該地屬於沼澤。考古人員曾在泥炭層內發現屬於新石器時代且被磨亮的斧頭，但因長期被泥炭掩埋而變成黑色。
除了工具外，考古人員又在泥炭層內發現了兩個疑似木製平台，可能屬於史前建築，而類似的青銅時代結構則較罕見。因此，它們在提供有關早期木材建築方法的信息方面可能具有重大意義。蒂奇韋爾沼澤也有出土中世紀和後來的陶器。考古人員也在覆蓋於退縮冰川沉積物上的泥炭和淤泥找到中世紀後期耕作的痕跡。
排乾諾福克海岸沼澤的計劃始於17世紀末至18世紀。另外，1786年和1797年的地圖上顯示蒂奇韋爾設有名為「老貴族堤」（Old Lord's Bank）的海岸防禦工事。在接下來的170年間，沼澤被開墾作耕地，以種植農作物和飼養食用牛。1853年，毛腿沙雞大量湧進英國，不少更抵達蒂奇韋爾，許多是成對前來繁殖。最後一隻毛腿沙雞落在鹽沼上，其餘都集中在沙丘或濱草上；不少被人類槍殺。
蒂奇韋爾以西的索纳姆沼澤（Thornham Marsh）在1914年至1918年間被英國皇家飛行隊徵用作轟炸靶場。蒂奇韋爾內部分磚建築屬當時軍事醫院的遺址。第一次世界大戰期間，軍方曾經在蒂奇韋爾西岸修建混凝土建築，戰爭結束後作度假住宿之用，直至1942年才被英國陸軍收回。
第二次世界大戰期間，軍方在蒂奇韋爾修建防禦工事，影響了堤岸後方農田的排水工作，導致昔日的沼澤地重新氾濫。軍方又挖掘曲折的溝渠，並在老貴族堤建設碉堡。1942年至1945年間，皇家坦克團在該處建立裝甲戰鬥車輛專用靶場，並修築了間隔900（980碼）的堤作射擊練習之用。當時，皇家坦克團在區內建造了不少島嶼來安放「彈出式」標靶，同時修築建築物來放置操作標靶的絞盤電纜。現今，這些人工島嶼仍然存在，存放絞盤電纜的建築物地基則位於島嶼觀鳥屋（Island Hide）下方，而坦克使用的三角形混凝土軌道遺址也仍殘存。軍事活動在戰後仍然持續，英國皇家空軍在1950年至1959年間重返索纳姆沼澤的靶場，當時的演練由控制塔監督，它最終在1962年被拆除，僅於蒂奇韋爾西岸盡頭對面留下混凝土結構。另外，蒂奇韋爾內有兩輛屬於二戰時期的Mk.V盟約者巡航坦克殘骸，有時會在退潮時重現，可能是軍方演練的射擊標靶。
退潮重現的還有建於1894年的維娜號蒸汽船（SS Vina）。1944年，維娜號被大風拖到現時位置並沉沒，後來英國皇家空軍把它固定並用作靶船。戰後，人們把維娜號部分殘骸當成廢料並打撈出來。雖然退潮時人們可以進入維娜號殘骸參觀，但潮水很快便會再次淹沒船隻，因此具有潛在危險，沉船上也有警告標誌建議任何到達此處的人立即返回海灘。
戰後，位於海塘後方的沼澤再度被排乾，並恢復為農田。然而，堤岸在1953年北海大洪水中被衝破，整片地區變成以鹼菀為主的潮汐鹽沼。後來，政府在該處重新修建海塘，並形成了淺的淡水潟湖，北側是蘆原和無植被覆蓋的半鹹水沼澤。

### 歸於英國皇家鳥類保護協會
1970年至1972年間，一對英國罕見猛禽烏灰鷂在蒂奇韋爾的蘆原內築巢繁殖。1973年，英國皇家鳥類保護協會以5.3萬英鎊購買該區土地。雖然烏灰鷂沒有再次在蒂奇韋爾現蹤，但澤鵟卻回到區內。協會也在此時開始改善棲息地和設施，包括為潟湖築堤、建造停車場和遊客中心。1984年，當時在英國仍屬非常罕見的反嘴鷸屬鳥類首次在蒂奇韋爾一帶繁殖。1987年至1989年間，協會改善了遊客中心的設施，以應付日漸龐大的遊客數量。
1991年，海水衝破了燕鷗觀鳥屋（Tern Hide）附近海灘東端的沙丘，使其開始被逐步破壞。二戰時期的坦克殘骸也於此時首度出現。1992年，協會在西岸海灘盡頭處修建木板路以保護沙丘，又在其北端增設觀察海鳥的平台。1993年，協會購買了保護區以東的12公頃（30英畝）土地，當中大片區域是昔日靶場的一部分。協會打算把該處改造成蘆原和放牧濕草地，但大量的鐵絲網阻礙了改造工程。另外，協會也花了一個冬季來拆除西岸的老舊觀鳥屋，並以全新的島嶼觀鳥屋取而代之，後來又拆除了燕鷗觀鳥屋。1996年2月，風暴帶來的海水衝破了木板路以東的大部分沙丘，同時侵蝕西部沙丘。1997年，協會擴建遊客中心，並在中心內增設咖啡店。1999年，新建的濕地觀鳥屋（Fen Hide）正式開放，同時也修築了通往該觀鳥屋的木板路，以及一個蜻蜓池。
保護區現時佔地171公頃（420英畝），對繁殖和越冬鳥類具國際重要性。1973年，英國政府把保護區指定為具特殊科學價值地點。1986年，保護區被撥入佔地7,700公頃（19,000英畝）的北諾福克海岸具特殊科學價值地點。同時，該地點被劃為Natura 2000、特別保育區、拉姆薩爾濕地，也是諾福克海岸傑出自然風景區的一部分。

## 位置及設施

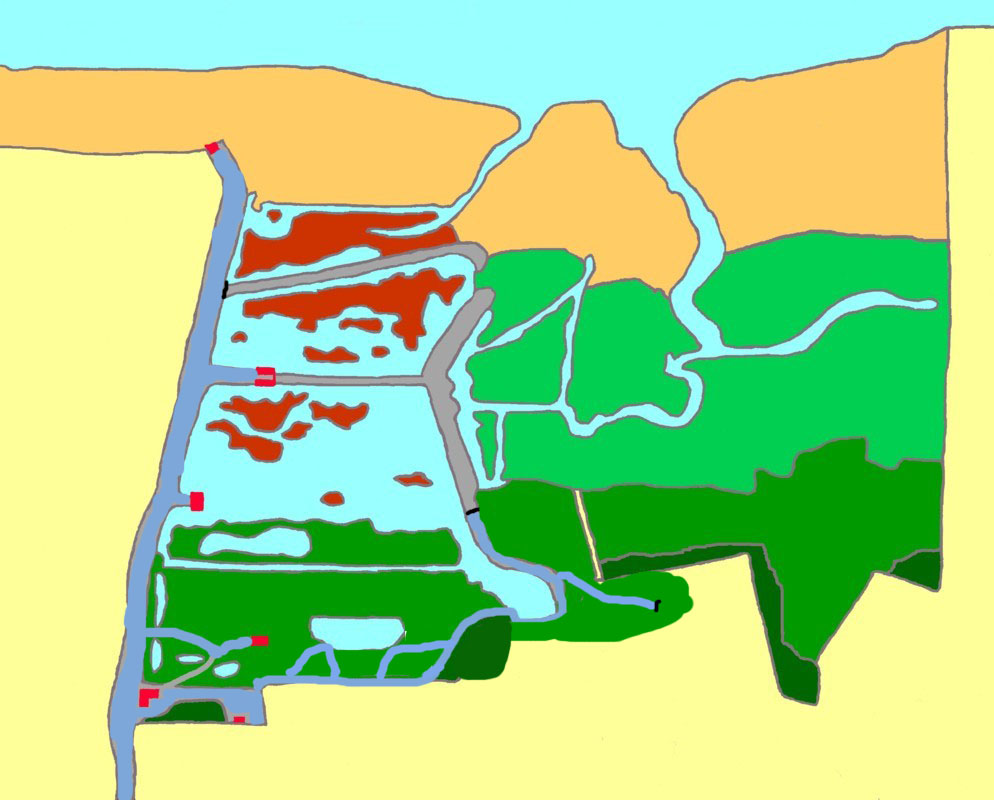
鹽沼 蘆原 林區 島嶼 海灘和沙丘 建築物

蒂奇韋爾沼澤自然保護區毗鄰A149公路，外面設有公共汽車站。通往海灘的主幹道屬公眾道路，也是保護區中唯一允許狗隻進入的部分。保護區全年開放，入場免費，惟非英國皇家鳥類保護協會會員需付費才能使用停車場。遊客可透過長一公里的西岸人行道，從遊客中心進入保護區主要部分。離開遊客中心周圍的林地後，兩條小路自主幹道岔出：長約200（220碼）的濕地小徑（Fen Trail）通向俯瞰蘆原的觀鳥屋，而長約100（110碼）的草地小徑（Meadow Trail）則環繞濕草地並途經蜻蜓池。主幹道往北延伸，穿過蘆原、淡水潟湖、島嶼觀鳥屋，並到達貫穿保護區的堤岸。新建的帕林德觀鳥屋（Parrinder Hide）便位於堤岸旁邊。主幹道繼續延伸，經過潮汐潟湖，並越過另一條堤岸，來到鹽沼，最後在海灘沙丘上的木製觀察海鳥平台結束。另外，從保護區東南部林地向上延伸的「秋季小徑」僅在8月至10月期間開放。
除了聖誕節和節禮日外，遊客中心和商店每天開放。保護區大部分區域和設施均可供輪椅通行，但通往海灘的最後一段道路崎嶇不平，並且需要經過陡峭的堤岸。2011年，保護區內的三座觀鳥屋羸得英國皇家建築師協會獎項，以表彰它們的建築設計。

## 生態

### 鳥類

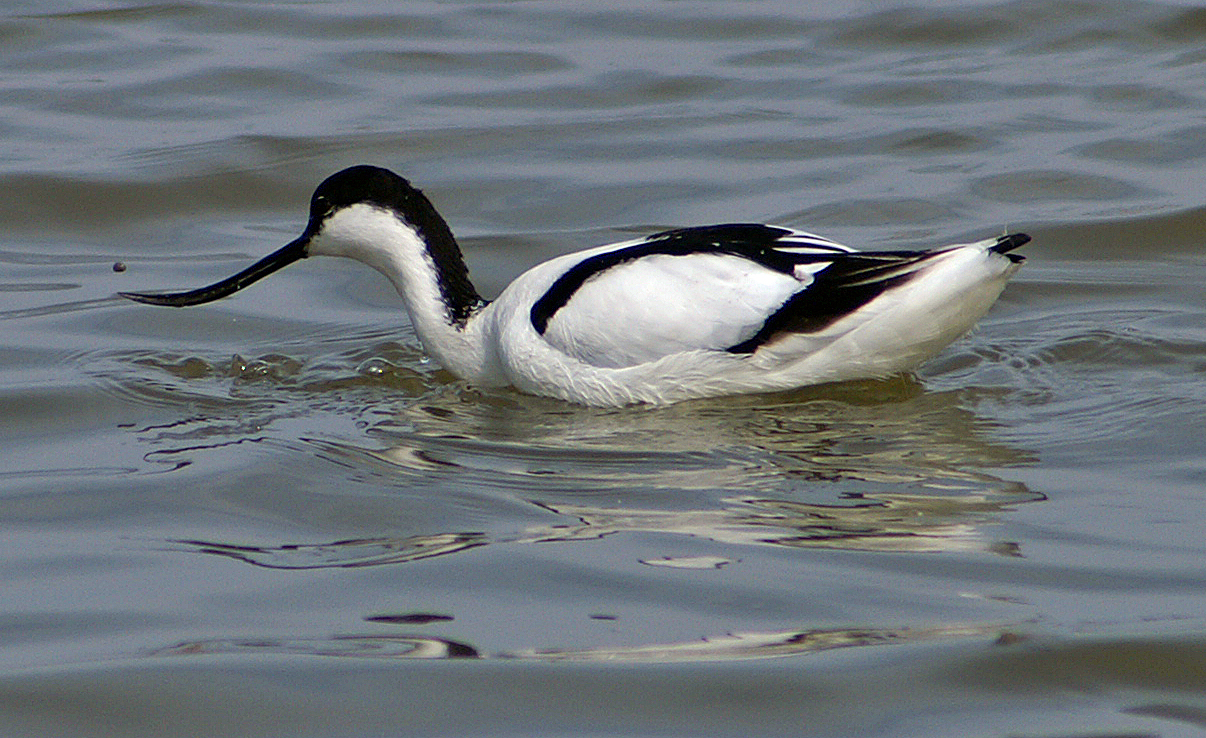
反嘴鷸，牠同時是英國皇家鳥類保護協會的象徵鳥類

蒂奇韋爾沼澤自然保護區內有多種鳥類在此棲息覓食。西仓鸮、文須雀以及英國皇家鳥類保護協會的象徵鳥類反嘴鷸都視保護區為繁殖場所。1989年，由於棲息地不足和缺乏足夠的大型食用魚，大麻鷺漸漸改往他處繁殖。雖然歐洲鰻鱺對這些鳥類來說是種受歡迎的食物，但保護區內只有少量。針對相關問題，協會控制了區內水位並挖開部分蘆原，以製造被蘆葦環繞的開放式水塘，同時在潟湖放養紅眼魚。2004年，大麻鷺再次在區內繁殖。其他繁殖鳥類包括在沙丘地區棲息的和蠣鴴，生活在蘆原的西方秧雞，以及出沒於濕地的水蒲葦鶯、蘆葦鶯、寬尾樹鶯。另外，也經常在區內出現。
初夏，如小鸥、黑浮鸥、白琵鷺、白眉鸭等稀有候鳥可能會在前往其他地方繁殖途中經過蒂奇韋爾沼澤。秋季期間，、弯嘴滨鹬、小濱鷸等鳥類會自北方飛抵保護區，停留幾天並補充能量，黑雁、白尾鹞、雪鵐等則會留下來過冬。晚上，大群的粉腳雁會沿著保護區海岸飛往棲息地。還會成群結隊出現，有時更會伴隨著罕見的白腰朱頂雀。另外，大賊鷗、北方鲣鸟、三趾鸥可能會在順風的情況下經過保護區近海一帶。保護區也是大量鴨子的過冬地，包括赤頸鴨、綠翅鴨、綠頭鴨、赤膀鴨，另有少量的鵲鴨和。大批普通海番鴨和少量歐絨鴨、長尾鴨、絨海番鴨、紅喉潛鳥通常於近海出沒。
觀鳥者曾目擊一些稀有的迷鳥或罕見的鳥類在保護區出現，包括細嘴鷗、攀雀、大濱鷸、彩鹮、斑腹矶鹬、半蹼滨鹬、海鸚等。

### 其他動植物
除了鳥類，保護區也是眾多動植物的生境。水䶄於保護區內十分常見，但其實牠們在英國是高度瀕危物種，因美洲水鼬的捕食以及棲息地喪失和水污染，數量大幅下降。現時，水䶄生活的地點具有國家重要性。區內的海灘也棲息著港海豹和灰海豹。其他在區內活動的脊椎動物包括歐洲鰻鱺、大蟾蜍、三刺魚等。
夏季，蜻蜓池有多達十種蜻蜓和豆娘出沒。自1996年以來，國家級稀有的糜夜蛾一直於蒂奇韋爾繁衍。其他鱗翅目動物包括小紅蛺蝶、小菜蛾、Y紋夜蛾等。其中，Y紋夜蛾可能會大量出沒；協會曾在2010年7月錄得逾9萬隻Y紋夜蛾在保護區活動，並以岩海薰衣草為食。
鹽角草和大米草常見於鹽沼最暴露的區域。隨著沼澤變得更加成熟，一系列植物相繼出現：首先是鹼菀，接著是岩海薰衣草，海馬齒莧開始在小溪扎根，之後沿海車前和其他常見的沼澤植物也出現。披鹼草和鹼茅生長於區內乾燥地帶。蘆原常見於各類濕地生境，主要由蘆葦屬植物組成，團花燈芯草、池生毛茛、海濱三稜草、寬葉香蒲等植物也會在蘆原扎根。

## 休閒

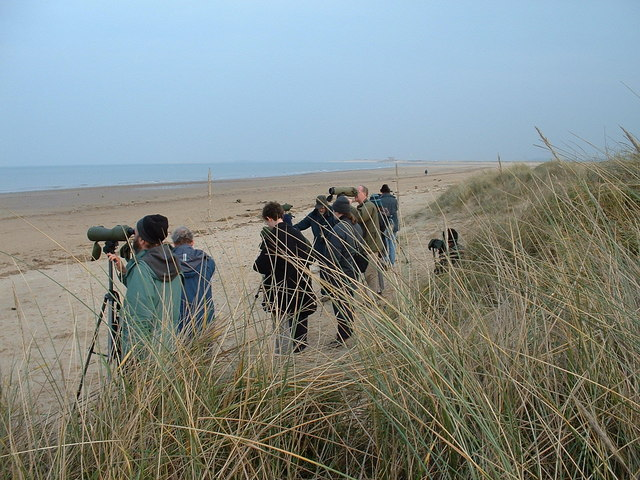
觀鳥者有助帶動當地經濟

作為英國皇家鳥類保護協會轄下最繁忙的保護區，蒂奇韋爾沼澤對當地產生重大經濟影響。1999年，770萬日間遊客和550萬過夜旅客合共為當地帶來1.22億英鎊收入，相當於創造了2,325個全職工作崗位。2002年的調查報告稱，估計1998年曾有137,700名遊客在當地花費180萬英鎊。蒂奇韋爾的小村莊沒有一般商店或英式酒吧，但設有兩家三星級酒店，昔日也有一家售賣望遠鏡和雙筒望遠鏡的商店。2005年，諾福克野生動植物信託基金於蒂奇韋爾沼澤及其他五個沿海地點進行調查，發現39%遊客的到訪目的是觀鳥。現時，蒂奇韋爾沼澤每年吸引逾九萬名遊客前來到訪。

## 危機
數個世紀以來，北諾福克海岸的軟岩一直受到海水侵襲。在蒂奇韋爾沼澤，保護保護區北部邊緣的海灘和沙丘已被侵蝕，氣候變化也危及保護區的淡水區域。多國協作項目「氣候不侵區」（Climate Proof Areas）的研究預測將會有越來越多的暴風雨天氣出現，並可能會損害沙丘系統，使柔軟的土堤遭受海浪破壞，或者會出現如1953年北海大洪水一樣海水直接淹沒堤岸的情況。無論哪種情況，蒂奇韋爾沼澤的保護價值勢必受到不利影響，尤其是可能會令大麻鷺不再在此地棲息繁殖。2010年至2011年間，協會加固保護區東西兩岸的堤岸，同時在老帕林德堤岸的基礎上，重建淡水沼澤以北的海塘。協會又在海塘以北的前半鹹水沼澤東岸創造了一個缺口，使潮汐洪水能流入該處並形成鹽沼，同時保護重建的海塘並減緩水土流失。現時，該處稱作志願沼澤（Volunteer Marsh）。不過，根據協會估計，到了2060年海灘可能已經推進到新潮汐區的一半。除了上述措施外，協會還改善了淡水潟湖內的蘆原和島嶼，安裝新的水閘，並在濕地觀鳥屋以東創建新的蘆原。

## 外部連結
- 英國皇家鳥類保護協會—蒂奇韋爾沼澤自然保護區 （页面存档备份，存于）（英文）